# 毛吉 (匈牙利)
毛吉，是匈牙利索博尔奇-索特马尔-贝拉格州所辖的一个村。总面积20.70平方公里，总人口970，人口密度46.9人/平方公里（2011年1月1日）。